# Tetraopes umbonatus
Tetraopes umbonatus är en skalbaggsart som beskrevs av Leconte 1852. Tetraopes umbonatus ingår i släktet Tetraopes och familjen långhorningar.
Artens utbredningsområde är:
- Honduras.
- Nicaragua.

Inga underarter finns listade i Catalogue of Life.